# Saint-Lézer
Saint-Lézer – miejscowość i gmina we Francji, w regionie Oksytania, w departamencie Pireneje Wysokie.
Według danych na rok 1990 gminę zamieszkiwały 363 osoby, a gęstość zaludnienia wynosiła 32 osób/km² (wśród 3020 gmin regionu Midi-Pireneje Saint-Lézer plasuje się na 708. miejscu pod względem liczby ludności, natomiast pod względem powierzchni na miejscu 991.).